# Vilanava d'Arribèra
Vilanava d'Arribèra (francès Villeneuve-de-Rivière) és un municipi del departament francès de l'Alta Garona, a la regió d'Occitània.